# Lou Teicher
Lou Teicher (Louis Milton Teicher; * 24. August 1924 in Wilkes-Barre, Pennsylvania; † 3. August 2008 in Highlands, North Carolina) war ein US-amerikanischer Pianist.

## Musikalische Laufbahn
Teicher trat ab 1947 gemeinsam mit dem Pianisten Arthur Ferrante als Ferrante & Teicher auf. Bekannt wurden sie durch ihre blumigen Interpretationen der Titelmelodien von Filmen wie Das Appartement, Exodus, West Side Story („Tonight“) und Midnight Cowboy.
Beide hatten die Juilliard School in New York City besucht und unterrichteten später dort. Ihre Zusammenarbeit begann 1947, sie beschränkten sich zunächst auf klassische Musik und einige experimentelle Stücke. Nachdem sie gemeinsam mit dem Produzenten Don Costa von ABC Records zu United Artists gewechselt waren, bot ihnen dieser an, für den Film The Apartment zu spielen, und sie wurden rasch Publikumslieblinge. Während ihrer 50 Jahre andauernden Partnerschaft veröffentlichten sie über 150 Alben und verkauften mehr als 88 Millionen Schallplatten. Sie waren auch regelmäßig Gäste in den Fernsehshows von Ed Sullivan, Johnny Carson und Dick Clark.